# Xanthi F.C.
Skoda Xanthi (greacă:Π.Α.Ε. Skoda Ξάνθη Α.O.) este o echipă de fotbal din Xanthi, Grecia. Clubul evoluează în Superliga Greacă, primul eșalon fotbalistic din Grecia.

## Jucători notabili
| Grecia - Antonis Antoniadis - Paraskevas Antzas - Nikos Kostenoglou - Athanasios Kostoulas - Thomas Kyparissis - Triantafillos Maheridis - Christos Maladenis - Marinos Ouzounidis - Daniil Papadopoulos - Christos Patsatzoglou - Savvas Poursaitidis - Ilias Talikriadis - Vasilis Torosidis - Makis Tzatzos - Spyros Vallas - Stelios Venetidis - Zisis Vryzas - Akis Zikos | Argentina - Damian Manso Brazilia - Veridiano Marcelo - Luciano - Emerson Canada - Tomasz Radzinski Cipru - Alexandros Garpozis Maroc - Abderrahim Ouakili Nigeria - Victor Agali Iran - Alireza Mansourian | Liberia - Kelvin Sebwe Peru - Piero Alva Polonia - Rafał Grzelak - Arkadiusz Malarz - Emmanuel Olisadebe Slovacia - Juraj Bucek - Vladimír Janočko Turcia - Deniz Baykara |  |

## Antrenori (din 1996-prezent)
- Kurt Jara (1996-1997)
- Ioannis Matzourakis (1996-1999)
- Nikos Karageorgiou (2001-2005)
- Ioannis Matzourakis (2004-2006)
- Takis Lemonis (2006)
- Savvas Kofidis (2006-2007)
- Jörn Andersen (2007)
- Nikolaos Kechagias (2007)
- Emilio Ferrera (2007)
- Nikolaos Kechagias (2007-2008)
- Ioannis Matzourakis (2008)
- Georgios Paraschos (2008-2009)
- Wolfgang Wolf (2009)
- Răzvan Lucescu (2014)